# تپه شهر سوخته ۳۶۳
تپه شهر سوخته ۳۶۳ مربوط به هزاره سوم قم است و در شهرستان زابل، بخش شیب آب، دهستان لوتک، روستای حومه شهر سوخته، ۵۰۰۰ متری جنوب غرب پایگاه باستان شناشی شهر سوخته واقع شده و این اثر در تاریخ ۲۸ شهریور ۱۳۸۶ با شمارهٔ ثبت ۱۹۶۴۹ به‌عنوان یکی از آثار ملی ایران به ثبت رسیده است.